# Ендорф
Ендорф (њем. Ehndorf) општина је у њемачкој савезној држави Шлезвиг-Холштајн. Једно је од 165 општинских средишта округа Рендсбург. Према процјени из 2010. у општини је живјело 626 становника. Посједује регионалну шифру (AGS) 1058044.

## Географски и демографски подаци
Ендорф се налази у савезној држави Шлезвиг-Холштајн у округу Рендсбург. Општина се налази на надморској висини од 13 метара. Површина општине износи 14,7 km². У самом мјесту је, према процјени из 2010. године, живјело 626 становника. Просјечна густина становништва износи 43 становника/km².